# Canon biblique
Pour les articles homonymes, voir Canon et Biblique.
 (mars 2015).

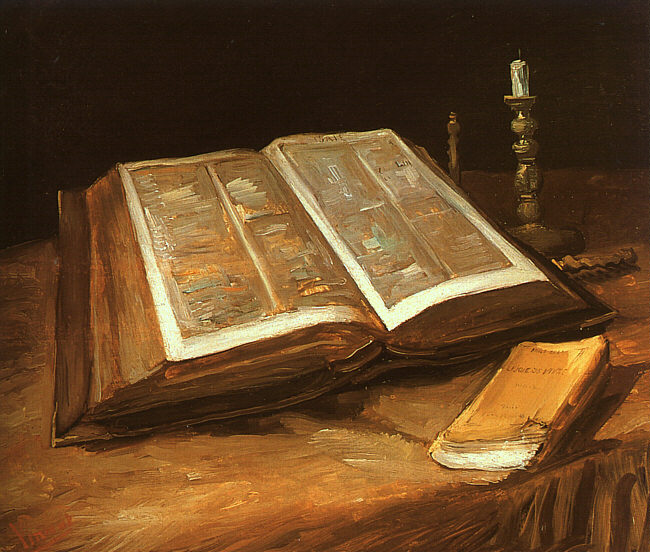
Nature morte avec la bible, Vincent van Gogh

Un canon biblique désigne un ensemble des textes considérés comme faisant partie de la Bible par les différentes obédiences juives ou chrétiennes.
On distingue donc les canons de la Bible hébraïque (Tanakh), de la Septante et des autres versions en grec de bibles juives, de la Peshitta et des versions en araméen de bibles juives, de l'Ancien testament et du Nouveau Testament des églises d'orient, des orthodoxes, des catholiques et des protestants puis les canons des Églises. Par exemple, le canon biblique de l'Église catholique a été fixé à 46 livres de l'Ancien Testament et 27 livres du Nouveau Testament.

## Étymologie
Le mot canon vient du grec ancien κανών / kanṓn, signifiant « règle, modèle, principe ».
Paul de Tarse utilise le terme κανών / kanṓn pour désigner à la fois les limites des territoires à évangéliser qui lui sont impartis (2 Co 10,13-16) et la règle de conduite impartie aux chrétiens (Ga 6,16).
Au IVe siècle, le sens de ce mot est mis en rapport avec la Bible. Il s'agit alors des livres de l'Ancien Testament et du Nouveau Testament reconnus par l'Église et qui sont deux expressions nouvelles signalées :
- En 363, au concile de Laodicée dans le canon 59 (concile régional)
- En 367, dans la lettre Festale[2] d'Athanase d'Alexandrie[3].

## Canon de la Bible hébraïque
L'idée d'un canon de la Bible hébraïque (nommée « Ancien Testament » par Justin de Naplouse pour appuyer l'appropriation de ces textes par l'Église catholique) ne s'impose qu'après le Synode de Jamnia (ou Yabnah ou Yabneh), c'est-à-dire à la fin du Ier siècle, après la destruction du Second Temple par les Romains. Auparavant, le concept d'une liste close (au sens de complète et définitive) 
des livres repris dans la Septante est inconcevable.

### Hypothèse du canon de Jamnia
Dans le Contre Apion (I:38-40), Flavius Josèphe donne une liste de 22 livres composant le canon des écritures juives. Elle comprend :
- 13 livres de prophètes,
- 4 livres de maximes, proverbes et sagesse,
- 5 livres de Moïse.

Après concile de Jamnia, le milieu rabbinique tannaïte, qui rédige la Mishna, se vit comme l'héritier naturel de toutes les traditions antérieures, qu'elles soient saducéennes, esséniennes ou, bien évidemment, pharisiennes. Toutefois, pour le milieu de Gamaliel II, l'attitude apocalyptique des « membres du Mouvement de Jésus » selon l'expression de Jacques Schlosser (professeur à la Faculté de théologie catholique de Strasbourg), en fait un danger pour les relations avec l'occupant romain. En outre, ce sont des minim (sectaires), en cela qu'ils concentrent l'accès à l'alliance sur le baptême. De ce point de vue, ils se désintéressent de l'ensemble du peuple juif, et de facto, ils sont une secte réformatrice et séparée comme l'étaient par exemple les Esséniens.

### Hypothèse de Sundberg (1964)
À partir d'un consensus établi autour d'une canonisation en 3 phases :
- une première phase vers 400 avant l'ère commune concernant le Pentateuque
- une deuxième phase vers 200 avant l'ère commune concernant les Prophètes
- une troisième phase vers 90 avant l'ère commune concernant les Autres écrits,

Albert C. Sundberg, Jr envisage, à partir de 1964, une hypothèse plus complexe.

### Hypothèse de Thackeray (1921)
Henri St. John Thackeray est un grammairien. Il a travaillé essentiellement sur la Septante, c'est-à-dire sur la Bible en grec. En 1921, il publie : The Septuagint and Jewish Worship; A Study in Origins, (The Schweich Lectures of the British Academy).

### Hypothèse de Leman Beckwith
- Leman Beckwith : The Old Testament of the Early Church, Harvard theological Studies, no 20

## Construction du canon du Nouveau Testament
Deux thèses successives sont actuellement en voie de synthèse.

### Thèse de Harnack et de Campenhausen
- Hans von Campenhausen (en) (1903-1989) développe sa thèse dans La Formation de la Bible chrétienne (1971)[7] ;
- Adolf von Harnack, lui, dans son livre Origin of the New Testament[8].

En résumé :
Vers 200 émerge l'idée d'un catalogue des livres composant le Nouveau Testament. Font alors autorité :
- 4 évangiles
- 13 lettres de Paul
- les actes
- la première lettre de Jean
- la première lettre de Pierre

Outre les indices du cheminement dans la lente constitution du corpus, indiqué dans l'article Évangiles, des témoins plus concrets sont donnés dans :
- Le Fragment de Muratori (v. 170), d'origine romaine, plus ancienne liste connue d'écrits considérés comme authentiques par les chrétiens
- Irénée de Lyon, originaire d'Asie Mineure
- Tertullien de Carthage
- Clément d'Alexandrie

L'influence de Marcion fut déterminante dans la constitution d'un canon.

### Thèse d'Albert C. Steinberg
Selon l'ouvrage The Old Testament of the Early Church d'Albert C. Steinberg, il n'y eut jamais de canon Alexandrin de la Septante.
L'opportunité d'une liste close n'interroge les chrétiens qu'à partir de la toute fin du IVe siècle. Elle n'intéresse réellement que les Églises occidentales. Les canons de l'Ancien Testament des Églises latines et des Églises grecques, évoluent parallèlement. Jusqu'au IVe siècle, on parle de canon ouvert et postérieurement de canon fermé.
Toutefois Steinberg date le fragment de Muratori du IVe siècle et lui donne une origine orientale. Ces caractéristiques en font une liste parmi toutes les autres et lui retirent son statut de liste inaugurale. Cette conception élimine le long débat entre les Églises et attribue la fermeture du canon à une autorité ecclésiastique.

### Naissance du texte massorétique
Le texte massorétique actuel de la bible hébraïque est contemporain de l'écriture de la Mishna, c'est-à-dire le fruit du travail des docteurs du IIe siècle et des suivants, quoiqu'un texte proto-massorétique soit connu dès 150 avant l'ère commune.
Ce travail de grammairiens : la vocalisation du texte qui enregistre parmi les diverses prononciations possibles de chaque mots hébreux (dont seules les consonnes sont écrites) celle qui est retenue, et donc le mot qui est retenu, se poursuit jusqu'au Xe siècle ; le manuscrit de Saint-Pétersbourg (Codex Leningradensis) qui date du Xe siècle et sert de base aux bibles d'étude en hébreu, est un témoin de ce travail.

#### Le canon de Marcion (vers 150)
Les tentatives de définir un canon de Marcion puis de Tatien  sont clairement des précurseurs du premier canon chrétien.
Le canon de Marcion précède le canon officiel chrétien. Il rejette toute référence à l'Ancien Testament et ne garde des écrits qui circulent que :
- Les épîtres de Paul, dont il ne connaît que 10 sur 13 du canon officiel postérieur,
- Une version expurgée de l'évangile selon Luc (que Marcion tient pour un compagnon de Paul.)
- Les lettres de Paul suivantes :
  - Galates,
  - 1 et 2 Corinthiens
  - Romains
  - 1 et 2 Thessaloniciens
  - Éphésiens que Marcion nomme « Laodicéens »
  - Colossiens
  - Philippe
  - Philémon.

#### LeDiatessaronde Tatien (v. 160)
Troublé par le fait qu'on commence à retenir quatre évangiles présentant quatre témoignages différents sur les dits et les faits de Jésus, Tatien entreprend de les fondre en un seul récit continu et cohérent, ne retenant que ce qui leur est commun, gommant par cette sélection tout ce qui est divergent, qu'il considère comme dépourvu de sens autre qu'anecdotique. La liberté avec laquelle il les utilise, semblable à celle dont usèrent les auteurs de selon Luc et selon Matthieu dans leur reprise de selon Marc montre qu'à l'instant où il écrit, les quatre grands évangiles ne sont pas encore sacralisés.

#### Canonisation des quatre évangiles
Irénée de Lyon écrit dans son Adversus Hæreses :

« Par ailleurs, il ne peut y avoir ni un plus grand ni un plus petit nombre d'Évangiles [quatre]. En effet, puisqu'il existe quatre régions du monde dans lequel nous sommes et quatre vents principaux, et puisque, d'autre part, l'Église est répandue sur toute la terre et qu'elle a pour colonne et pour soutien l'Évangile et l'Esprit de vie, il est naturel qu'elle ait quatre colonnes qui soufflent de toutes parts l'incorruptibilité et rendent la vie aux hommes. D'où il appert que le Verbe, Artisan de l'univers, qui siège sur les Chérubins et maintient toutes choses, lorsqu'il s'est manifesté aux hommes, nous a donné un Évangile à quadruple forme, encore que maintenu par un unique Esprit. »

— Irénée de Lyon, Contre les hérésies 3, 11, 8

## Canon d'Orient, canon d'Occident

### Canon de l'Église latine
Pour l'Église catholique, c'est le concile de Trente (1545 - 1563) qui a définitivement confirmé le canon des Écritures, en énumérant par décret les livres reconnus comme inspirés (et par conséquent, en rejetant ceux qui ne le sont pas).
Cette décision fut entérinée à cause de la Sainte Tradition. C'est dans sa IVe session, en 1546, que le concile de Trente a donné cette liste canonique des Livres considérés comme saints qui doivent être reçus par tous (les noms et les attributions des livres sont les noms et les attributions traditionnels, par conséquent, un nom de livre et une attribution d'auteur ne requièrent pas nécessairement une adhésion dogmatique, dite de foi; seul le contenu des livres requiert l'adhésion de foi). Le Catéchisme de l'Église catholique (1991) qualifie ce canon de « liste intégrale » (art. 120), c'est-à-dire fixe et pour toujours.

### Canon des Églises grecques
Dans sa Lettre festale XXXIX, en 367, Athanase d'Alexandrie cite les vingt-sept livres du Nouveau Testament. Il indique que les livres qui seront beaucoup plus tard appelés deutérocanoniques par Luther au XVIe siècle dans son désaccord avec l'Église catholique, ainsi que la Doctrine des douze apôtres (la Didachè), et le Pasteur d'Hermas, (aujourd'hui rangés parmi les écrits des Pères apostoliques), ne sont pas inclus dans le canon mais doivent « être lus ».
Les Grecs finissent par accepter l'intégralité du canon occidental au concile in Trullo en 692, c'est-à-dire tous les livres présents dans la Bible catholique, y compris les deutérocanoniques, et recommandent également la lecture des livres d'Esdras 3 et 4, Maccabées 3 et 4, le psaume 151, et la "prière de Manassé".

### Canon des Églises éthiopiennes
L'Église éthiopienne orthodoxe a, de toutes les Églises, le canon biblique le plus large, qui inclut notamment l'Ascension d'Isaïe, le Livre des Jubilés, le Livre d'Hénoch ou l'Apocalypse d'Esdras.

### Canon des Églises issues de la Réforme
Le canon protestant de l'Ancien Testament comprend les mêmes livres que le canon juif de la Bible hébraïque, bien qu'il divise certains livres et les ordonne différemment, ce qui le distingue des canons orthodoxe et catholique, qui ont fait le choix de suivre la Septante. Le canon protestant de l'Ancien Testament comprend ainsi 39 livres.
Les raisons qui ont conduit les réformateurs à adopter le canon hébreu des Écritures plutôt que le canon élargi des livres de la Septante grecque ou de la Vulgate latine sont les suivantes :
- 1 Pour ce qui concerne le texte lui-même, ni Jésus ni aucun des auteurs du Nouveau Testament ne font de citations directes de la Vulgate ou de la Septante.
- 2 Pour ce qui concerne les dogmes, certains des livres deutérocanoniques contiennent des textes qui soutiennent le purgatoire (2 Macc. 12:43-45) et l'efficacité de l'aumône pour couvrir ses péchés (Tobie 4:7-11 ; 12:8-9 ; 14:10-11 ; Siracide 3:30 ; 35:2)[14].

L'article 4 de la Confession de la Foi belge, l'article 2 de la Confession de foi de Westminster ou encore les Confessions helvétiques confirment les 66 livres du canon protestant. Les réformés reconnaissent ces livres comme étant inspirés par Dieu.
La liste des livres est la suivante :
- Ancien Testament : Genèse, Exode, Lévitique, Nombres, Deutéronome, Josué, Juges, Ruth, I Samuel, II Samuel, I Rois, II Rois, I Chroniques, II Chroniques, Esdras, Néhémie, Esther, Job, Psaumes, Proverbes, Ecclésiaste, Cantique des Cantiques, Ésaïe, Jérémie, Lamentations de Jérémie, Ézéchiel, Daniel, Osée, Joël, Amos, Abdias, Jonas, Michée, Nahum, Habaquq, Sophonie, Aggée, Zacharie, Malachie.
- Nouveau Testament : Évangiles selon Matthieu, Marc, Luc, Jean; Actes des Apôtres, Épîtres de Paul aux: Romains, Corinthiens I, Corinthiens II, Galates, Éphésiens, Philippiens, Colossiens, Thessaloniciens I, Thessaloniciens II, Timothée I, Timothée II, Tite, Philémon; Hébreux, Jacques, I et II Pierre, I, II et III Jean, Épître de Jude, Apocalypse[15],[16].

Selon les églises réformées, le canon est une collection de livres faisant autorité par eux-mêmes . Ces livres avaient leur autorité avant d'être canonisés par l'Église. Mais dans le sens le plus élémentaire, ni les individus ni les conciles n'ont créé le canon. Au contraire, ils en sont venus à percevoir et à reconnaître la qualité de ces écrits, qui se sont imposés comme canoniques. Cette conviction de leur autorité divine  "vient de l'œuvre intérieure du Saint-Esprit, témoignant par, et avec, la Parole dans nos cœurs" (Confession de Westminster, 1.5).

## Écrits mentionnés dans la Bible mais qui ne se trouvent pas dans ce qui a été transmis
- les Guerres de l'Éternel (No 21:14)
- le Livre du Juste (Jos 10:13 ; 2 S 1:18)
- le Livre des actes de Salomon (1 R 11:41)
- le Livre de Samuel le voyant (1 Ch 29:29)
- le Livre de Nathan le prophète (1 Ch 29:29 ; 2 Ch 9:29)
- le Livre de Gad le prophète (1 Ch 29:29)
- la Prophétie d'Achija de Silo (2 Ch 9:29)
- les Révélations de Jéedo le prophète (2 Ch 9:29)
- le Livre de Schemaeja le prophète (2 Ch 12:15)
- le Livre d'Iddo le prophète (2 Ch 12:15 ; 13:22)
- les Mémoires de Jéhu (2 Ch 20:34)
- le Livre de Hozaï (2 Ch 33:19)
- les prophéties d'Hénoch/Hénoc (Jud v. 14)
- une épître aux Laodicéens (Col 4:16)
- une (première) lettre aux Corinthiens (1 Cor 5 : 9)
- etc.